# East Ninepin Island
East Ninepin Island (kinesiska: 東洲群島, 东洲群岛) är en ö i Hongkong (Kina). Den ligger i den östra delen av Hongkong.